# 莱茵黑森地区尤根海姆
莱茵黑森地区尤根海姆是德国莱茵兰-普法尔茨州的一个市镇。总面积6.17平方公里，总人口1615人，其中男性811人，女性804人（2011年12月31日），人口密度262人/平方公里。